# ハニフ・アブドゥルラキブ
ハニフ・アブドゥルラキブ（英語: Hanif Abdurraqib、1983年8月25日 - ）は、アメリカ合衆国の詩人、随筆家、文化評論家。
著書に2016年の詩集『The Crown Ain't Worth Much』、随筆集『They Can't Kill Us Until They Kill Us』ノンフィクション『Go Ahead in the Rain: Notes on A Tribe Called Quest on the American hip-hop group A Tribe Called Quest』、2019年の詩集『A Fortune for Your Disaster』、2021年の随筆集『A Little Devil in America』などがある。2022年にアンドリュー・カーネギー・メダルを受賞した『Notes in Praise of Black Performance』、『Go Ahead in the Rain』は2019年度全米図書賞のロングリストに入っている。